# Сабадори (Верона)
Сабадори је насеље у Италији у округу Верона, региону Венето.
Према процени из 2011. у насељу је живело 102 становника. Насеље се налази на надморској висини од 226 м.